# Ch.ch

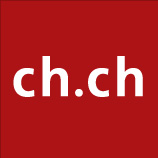
ch.ch – Logo

ch.ch, Die Schweizer Behörden online – Eine Dienstleistung des Bundes, der Kantone und Gemeinden, ist eine gemeinsame Website von Bund, Kantonen und Gemeinden. Sie ist in den Amtssprachen Deutsch, Französisch, Italienisch und Rätoromanisch verfügbar, zudem in Englisch.
Der Herausgeber ist, und die Redaktion hat, die Sektion Kommunikation der Schweizerischen Bundeskanzlei, die auch die Portale admin.ch und bk.admin.ch betreut. Träger von ch.ch sind der Bund und die Kantone. Die Rechtsgrundlage ist die Öffentlich-rechtliche Rahmenvereinbarung über die E-Government Zusammenarbeit in der Schweiz (2016 - 2019), die auch die Finanzierung (Steuermittel) regelt, mit einem Budget von gegenwärtig CHF 800'000 jährlich.
Im Netzwerk der Behörden ist ch.ch Teil von E-Government Schweiz, mit dem Ziel, alle Informationen der Verwaltungen von Bund, Kantonen und Gemeinden zu koordinieren und zugänglich zu machen (Open Government Data).

## Struktur
Gegenwärtig sind die Informationen, Inhalte folgenden Kategorien zugeordnet: Arbeit, Ausländer in der Schweiz, Bildung und Forschung, Gesundheit und Soziales, Mobilität, Persönliches, Sicherheit, Staat und Recht, und dutzenden von Themenbereichen  mit tausenden von Stichworten.
Über das Portal ch.ch – Demokratie – Das politische System der Schweiz sind Informationen zum politischen System der Schweiz, seinen Akteuren, Strukturen und aktuellem Geschehen (u. a. Abstimmungen, Initiativen, Referenden und Wahlen) zugänglich.